# 小米草
小米草（学名：Euphrasia pectinata）为玄参科小米草属下的一个种。

##### 用途
預防體液的分泌和減輕因眼睛疲勞造成的不舒服，可作為洗眼液。對於治療過敏、生疥癬和眼睛淚流不止及流鼻水很有效，可對抗乾草熱。

## 扩展阅读
- 維基物種上的相關：小米草